# Fi shaket Masr El Gedeeda
Fi shaket Masr El Gedeeda (àrab: في شقة مصر الجديدة, Fī xaqqat Miṣr al-Jadīda), comercialitzada internacionalment com In the Heliopolis Flat, és una pel·lícula egípcia del 2007 dirigida per Mohamed Khan. Va ser presentada per Egipte als Premis Oscar de 2007 per a l'Oscar a la millor pel·lícula de parla no anglesa, però no va ser acceptada com a nominada.

## Argument
Narra les vivències de Najwa, una professora de mitjana edat de províncies que viatja al Caire per trobar el seu antic professor de música.

## Repartiment
- Ghada Adel com a Najwa
- Kal Naga com a Yehya
- Aida Riyad com a Hayat
- Ahmed Rateb com a Eid
- Youssef Dawoud com a Shafiq
- Marwa Hussain com a Dalia
- Daunia Massoud com a Marwa'